# I morti non pagano le tasse
Pour plus de détails, voir Fiche technique et Distribution.
I morti non pagano le tasse est un film italien réalisé par Sergio Grieco, sorti en 1952.

## Fiche technique
- Titre : I morti non pagano le tasse
- Réalisation : Sergio Grieco
- Scénario : Mario Corsi (it), Tino Scotti, Nicola Manzari, Italo Dragosei, Ottavio Poggi, d'après la pièce de Nicola Manzari
- Photographie : Renato Del Frate, Carlo Di Palma
- Montage : Mario Serandrei
- Musique : Franco D'Achiardi
- Décors :
- Costumes :
- Son :
- Scénographie : Alberto Tavazzi (it)
- Producteur : Tino Scotti
- Sociétés de production : Domino Film
- Pays de production :  Italie
- Langage : Italien
- Format : Noir et blanc — 35 mm — Son : Mono
- Genre : Comédie
- Durée : 85 minutes
- Date de sortie :
  - Italie : 1952

## Distribution
- Tino Scotti : Marco
- Titina De Filippo : Geltrude
- Franca Marzi : Mariella
- Carlo Campanini : le maire
- Aroldo Tieri : l'aubergiste
- Clelia Matania : madame Vecchietti
- Guglielmo Inglese : Raffaele
- Tino Buazzelli : le secrétaire communal
- Enrico Urbini :
- Gigi Bonos (it) : Cesare
- Vinicio Sofia : le directeur
- Pietro Carloni : Raffaele Esposito
- Attilio Torelli :
- Augusto Di Giovanni (it) :
- Luigi Catoni (it)